# Bruxelles-Beyrouth
 (août 2021).
Si vous disposez d'ouvrages ou d'articles de référence ou si vous connaissez des sites web de qualité traitant du thème abordé ici, merci de compléter l'article en donnant les références utiles à sa vérifiabilité et en les liant à la section « Notes et références ».
Pour plus de détails, voir Fiche technique et Distribution.
Bruxelles-Beyrouth est un court-métrage belgo-français de 2019 réalisé par Thibaut Wohlfahrt.
Le film suit le retour de Ziad au Liban après un séjour de plusieurs années en Belgique. 

## Fiche technique
- Titre : Bruxelles-Beyrouth
- Réalisation : Thibaut Wohlfahrt
- Scénario : Thibaut Wohlfahrt et Samir Youssef
- Photographie : Fiona Braillon
- Montage : Virginie Messiaen
- Musique : Manu Hermia
- Production : Jean-Yves Roubin, Cassandre Warnauts, Emmanuelle Latourrette, Fabrice Préel-Cléach, Julien Masri
- Sociétés de production: Frakas Productions, Offshore
- Pays d'origine :  Belgique,  France
- Langue : français, arabe libanais
- Genre : drame
- Durée : 30 minutes[1]

## Distribution
- Roda Fawaz : Ziad
- Elie Njeim : Rami
- Aida Sabra : La mère
- Joseph Zaytouni : Charbel
- Elie Keldany : Elie
- Mohammed Karra : Le vieil homme
- Omar Layza : Raymond
- Nader Nader : Le chauffeur de taxi

## Production
Le film a été intégralement réalisé au Liban. 

## Récompenses
- Festival International du Film Francophone de Namur : Prix de la mise en scène.